# Lothar Bisky

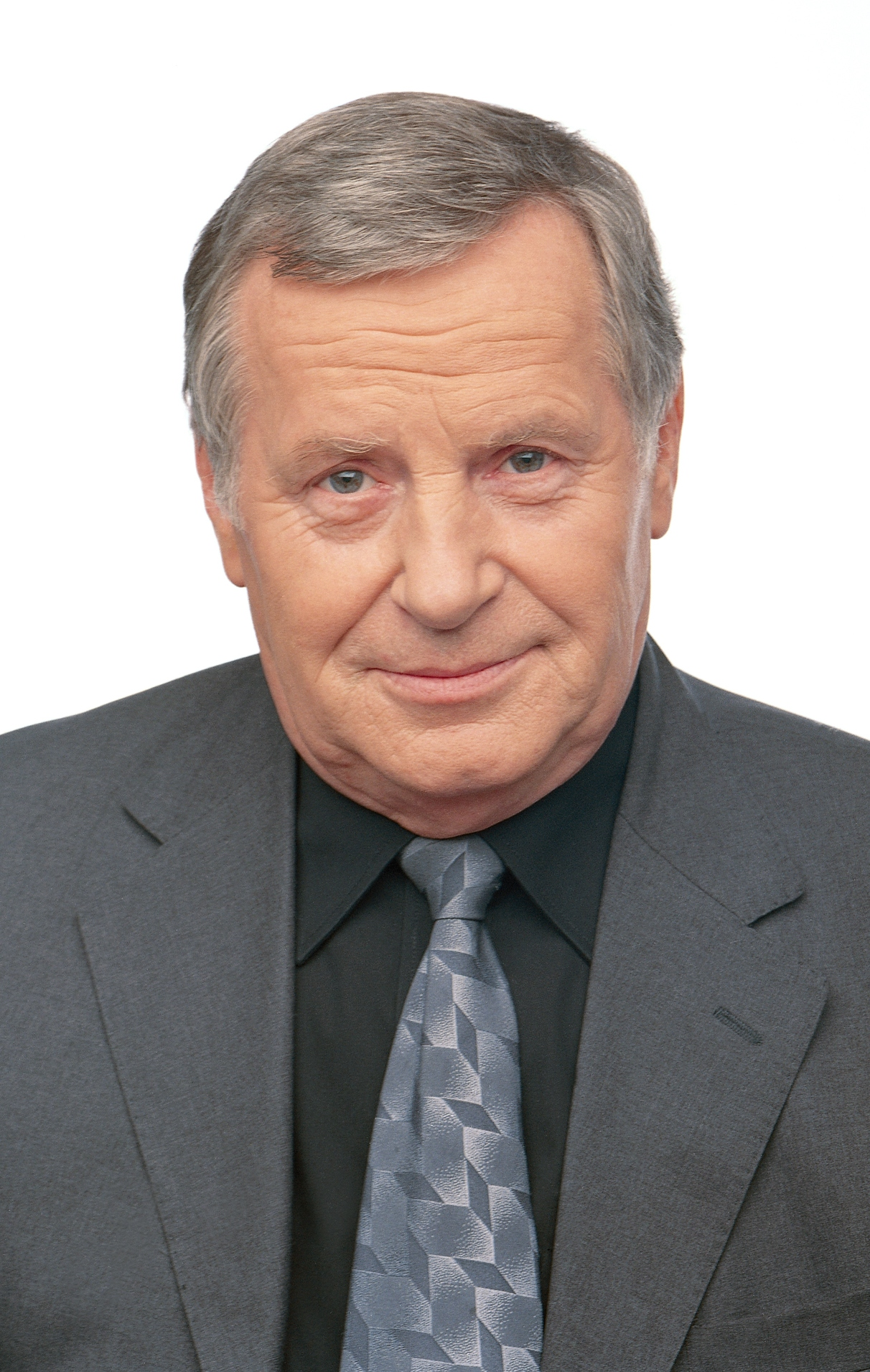
Lothar Bisky (2005)

Lothar Bisky (* 17. August 1941 in Zollbrück, Kreis Rummelsburg; † 13. August 2013 in Leipzig) war ein deutscher Kulturwissenschaftler und Politiker (PDS/Die Linke). Er war Mitglied des Landtages Brandenburg, des Deutschen Bundestages und des Europäischen Parlaments.
Bisky war Professor für Film- und Fernsehwissenschaft sowie von 1986 bis 1990 Rektor der Hochschule für Film und Fernsehen Potsdam-Babelsberg. Er war von 1993 bis 2000 und von 2003 bis 2007 Bundesvorsitzender der PDS, von 1991 bis 1993 Landesvorsitzender und von 1990 bis 2004 Fraktionsvorsitzender der PDS Brandenburg. Unter seiner Führung vereinten sich PDS und WASG zur Partei Die Linke. Zusammen mit Oskar Lafontaine fungierte Bisky von 2007 bis 2010 als Vorsitzender der Partei Die Linke. Zur Europawahl 2009 war er Spitzenkandidat seiner Partei. Im Europäischen Parlament war er vom 24. Juni 2009 bis zum 6. März 2012 der Vorsitzende seiner Fraktion, der GUE/NGL. Von 2007 bis 2010 war Bisky ebenfalls Vorsitzender der Europäischen Linken.

## Leben

### Ausbildung und Beruf
Nach der Flucht der Familie aus Pommern wuchs Bisky in Brekendorf in Schleswig-Holstein auf. Vom 11. April 1958 bis zum 5. Dezember 1959 war er Schüler am Helene-Lange-Gymnasium in Rendsburg. 1959 ging er als 18-Jähriger alleine in die DDR, da ihm nach seiner Aussage das Ablegen des Abiturs in der Bundesrepublik aufgrund der finanziellen Verhältnisse seiner Familie nicht möglich war. Nach dem Abitur studierte er dort von 1962 bis 1963 Philosophie an der Humboldt-Universität zu Berlin und von 1963 bis 1966 Kulturwissenschaften an der Karl-Marx-Universität Leipzig. Er beendete sein Studium als Diplom-Kulturwissenschaftler und war anschließend ab 1966 zunächst als wissenschaftlicher Assistent und im Folgenden von 1967 bis 1980 als wissenschaftlicher Mitarbeiter und später als Abteilungsleiter am Zentralinstitut für Jugendforschung in Leipzig tätig. 1969 erfolgte seine Promotion A zum Dr. phil. an der Universität Leipzig mit der Arbeit Massenkommunikation und Jugend – Studien zu theoretischen und methodischen Problemen und 1975 schließlich seine Promotion B zum Dr. sc. phil. mit der Arbeit Zur Kritik der bürgerlichen Massenkommunikationsforschung. 1979 nahm er den Ruf der Humboldt-Universität als Honorarprofessor an und war anschließend von 1980 bis 1986 Dozent an der Akademie für Gesellschaftswissenschaften beim Zentralkomitee der SED. 1986 folgte er dem Ruf als ordentlicher Professor für Film- und Fernsehwissenschaft an die Hochschule für Film und Fernsehen Potsdam-Babelsberg, deren Rektor er ebenfalls von 1986 bis 1990 war. Von April 2007 bis November 2009 erschien Lothar Bisky im Impressum der Tageszeitung Neues Deutschland als Herausgeber.

### Familie, die letzten Lebensjahre

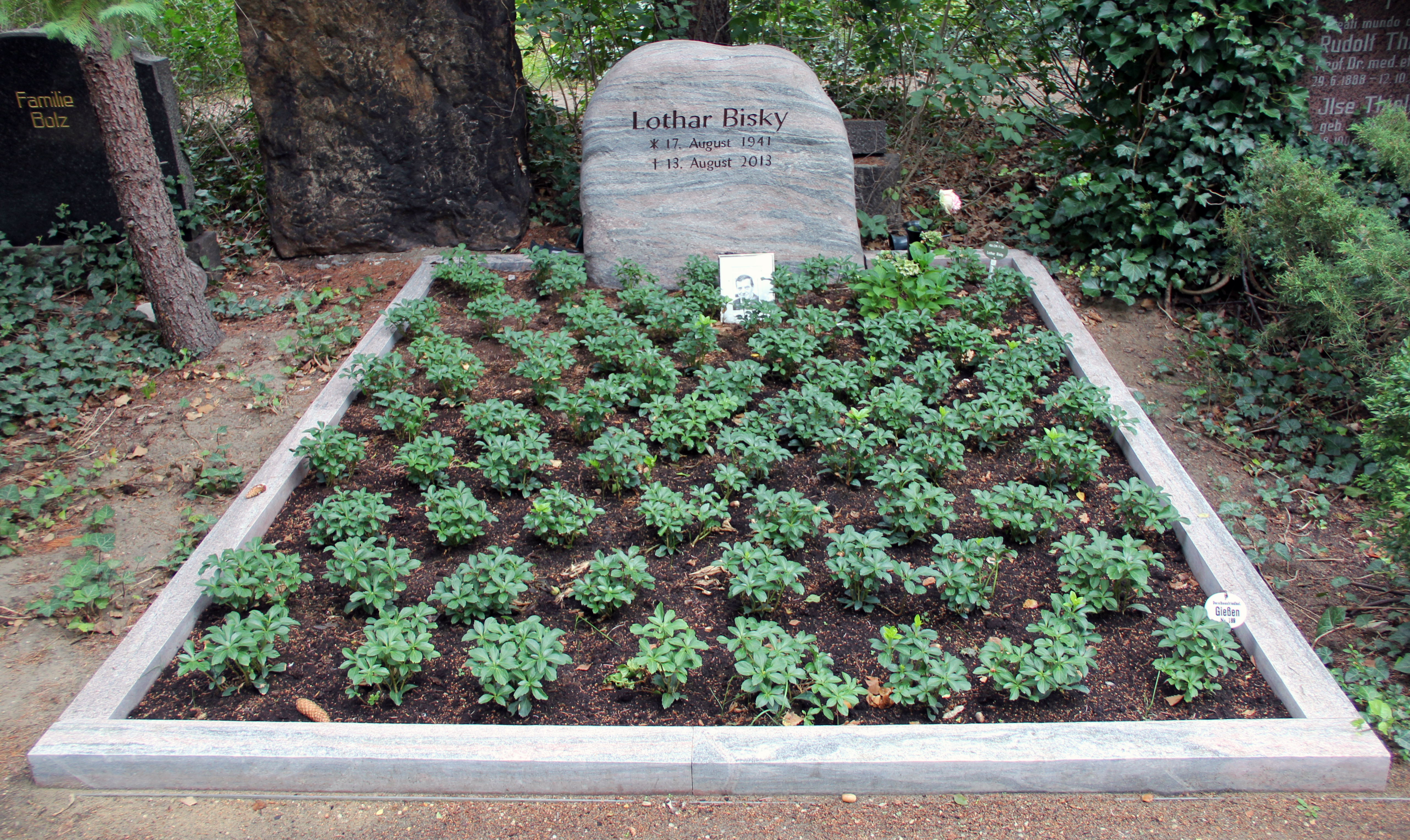
Grabstätte, Chausseestraße 126, in Berlin-Mitte

Lothar Bisky war verheiratet und hatte mit seiner Frau Almuth (1943–2016) drei Söhne. Der älteste Sohn, Jens Bisky, ist Journalist und Schriftsteller; der zweitgeborene Sohn, Norbert Bisky, ist Kunstmaler. Der jüngste Sohn Stephan Bisky starb im Dezember 2008 im Alter von 23 Jahren in Edinburgh.
Bisky wohnte in seinen letzten Lebensjahren in Schildau, Landkreis Nordsachsen. Dort hatte er eine kleine Datsche zur Wohnung ausgebaut und zum Lebensmittelpunkt gemacht, nachdem er sein bisheriges Haus in Hohen Neuendorf bei Berlin an den Altbesitzer verloren hatte.
In der Wohnung in Schildau verletzte sich Bisky kurz vor seinem 72. Geburtstag bei einem Treppensturz schwer und wurde daraufhin in das Universitätsklinikum Leipzig gebracht. Dort starb er am 13. August 2013 an den Folgen des Sturzes. Er ist auf dem Dorotheenstädtischen Friedhof in Berlin beigesetzt.

### Wende

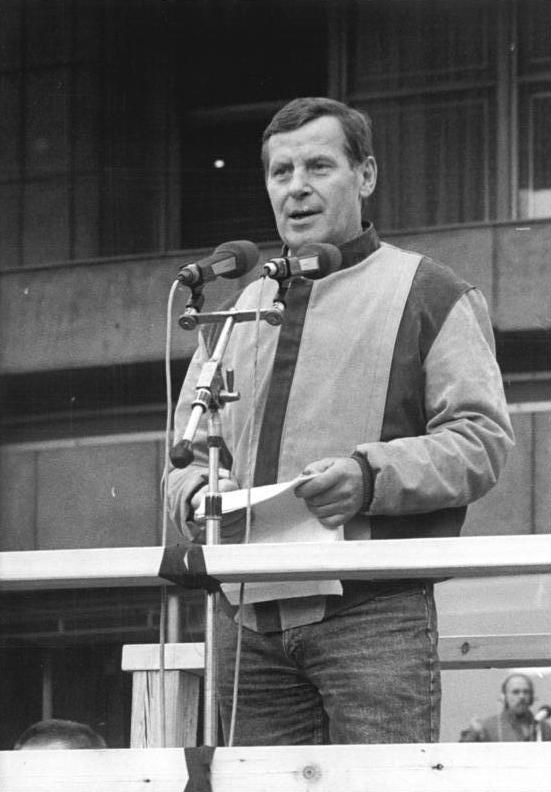
Bisky spricht bei der Alexanderplatz-Demonstration am 4. November 1989

Am 4. November 1989 hielt Bisky eine Rede vor rund 500.000 Demonstranten auf dem Berliner Alexanderplatz, womit er während der Zeit der politischen Wende in der DDR ins Rampenlicht der Öffentlichkeit geriet. In dieser Rede (fünf Tage vor der Öffnung der Berliner Mauer) plädierte er für den Fortbestand der DDR auf der Basis eines demokratisch reformierten Sozialismus. Auf dem außerordentlichen Parteitag der SED-PDS im Dezember 1989, in dessen Vorbereitungsausschuss Bisky mitarbeitete, wurde er als Vertreter der Reformer in den Parteivorstand gewählt. 
Als Rektor der Hochschule für Film und Fernsehen Potsdam hatte Bisky bereits zu den Kommunalwahlen am 7. Mai 1989 an seiner Hochschule durchgesetzt, dass dort das in der Verfassung der DDR beschriebene Recht auf geheime Wahlen mittels Wahlkabinen umgesetzt wurde, was sich im Vergleich zu den Wahlergebnissen der übrigen DDR in äußerst abweichenden Stimmverhältnissen ausdrückte.

### Partei
1963 wurde Bisky Mitglied der SED. Von 1989 bis 1991 gehörte er dem Präsidium der zwischenzeitlich in PDS umbenannten Partei an. Von Oktober 1991 bis Anfang 1993 war er PDS-Landesvorsitzender in Brandenburg. Von 1993 bis 2000 sowie von 2003 bis zum 15. Juni 2007 war er Bundesvorsitzender der PDS, beziehungsweise ab Juli 2005 auch der in ‚Linkspartei.PDS‘ umbenannten Partei. Vom 16. Juni 2007 bis zum 15. Mai 2010 war er (an der Seite von Oskar Lafontaine) Co-Vorsitzender der durch die Verschmelzung von WASG und Linkspartei.PDS entstandenen Partei Die Linke. Auf dem Parteitag 2010 in Rostock kandidierte er nicht mehr. Klaus Ernst und Gesine Lötzsch wurden Vorsitzende der Linken. Seit ihrem 2. Kongress 2007 war Bisky ebenfalls Vorsitzender der Europäischen Linken, als Nachfolger wurde am 5. Dezember 2010 Pierre Laurent gewählt.

### Abgeordneter
Bisky gehörte von März bis Oktober 1990 der ersten frei gewählten Volkskammer der DDR an. Von 1990 bis 2005 war er Mitglied des Landtages Brandenburg und bis zur Landtagswahl im September 2004 Vorsitzender der PDS-Landtagsfraktion. Von 1992 bis 1994 leitete er als Vorsitzender den Landtags-Untersuchungsausschuss zur Aufklärung des Vorwurfes der IM-Tätigkeit gegen den damaligen Ministerpräsidenten Manfred Stolpe.
Von Oktober 2004 bis 2005 war er einer der Vizepräsidenten des Brandenburger Landtages.
Er wurde für die vorgezogene Bundestagswahl im September 2005 als Spitzenkandidat der Landesliste der Linkspartei in Brandenburg gewählt.
In einer internen Abstimmung setzte er seine Ambition auf das Amt des Bundestagsvizepräsidenten mit Zwei-Drittel-Zustimmung gegen Gesine Lötzsch durch. Bei den Wahlen der Vizepräsidenten bei der konstituierenden Sitzung am 18. Oktober 2005 erreichte er bis zum Abbruch der Wahlen nach dem dritten Wahlgang nicht die jeweils nötige Mehrheit. Bis zu dieser Wahl bestand die ungeschriebene Übereinkunft, bei der Wahl Vorschläge anderer Fraktionen ohne Vorbehalt und im Vorfeld stattfindende Übereinkünfte zu akzeptieren.
In einem vierten Wahlgang am 8. November erreichte Lothar Bisky wiederum nicht die nötige Mehrheit. Über das weitere Vorgehen musste Bundestagspräsident Norbert Lammert (CDU) mit den parlamentarischen Geschäftsführern der Fraktionen beraten, da die Geschäftsordnung des Bundestages für einen solchen Fall keine Regelung vorsah. In einer Fraktionssitzung der Linkspartei nach der erneuten Nichtwahl von Bisky erfolgte der Beschluss, den dieser Fraktion zustehenden Posten des Bundestagsvizepräsidenten bis zu einer anderslautenden Fraktionsentscheidung unbesetzt zu lassen. Am 7. April 2006 wurde Petra Pau als Vertreterin der Linksfraktion auf diesen Posten gewählt.
Die Ablehnung seiner Kandidatur war den Angaben verschiedener Parlamentarier zufolge Ausdruck ihrer Ablehnung der Stasi-Kontakte Biskys. Außerdem wurde als Grund vorgebracht, dass er als Parteichef nicht gleichzeitig Bundestagsvizepräsident sein könnte.
Am 7. Juni 2009 wurde Bisky als Spitzenkandidat der Linken ins Europäische Parlament gewählt. Am 24. Juni fand die Wahl zum Vorsitzenden der Fraktion GUE/NGL statt, die Bisky deutlich gewann. Um sein neues Mandat auszuüben, gab er am 14. Juli seinen Sitz im Deutschen Bundestag an Steffen Hultsch ab. In einem Gespräch mit dem Publizisten Henryk Broder im Jahr 2012 bezeichnete Bisky seinen Wechsel ins Europäische Parlament als einen „vernünftigen Abgang ohne Krach und ohne Blessuren für alle Beteiligten, auch für mich.“ Als EU-Parlamentarier war Bisky Stellvertretender Vorsitzender im Ausschuss für Kultur und Bildung sowie Stellvertreter in der Delegation für die Beziehungen zur Volksrepublik China. Im März 2012 trat er als Fraktionsvorsitzender der Linkspartei im Europaparlament zurück, unter anderem aus gesundheitlichen Gründen.

### Stasi-Vorwürfe
Der Verdacht gegen Bisky, Inoffizieller Mitarbeiter des Ministeriums für Staatssicherheit (MfS) gewesen zu sein, tauchte 1995 auf, als in der Stasi-Akte seiner Ehefrau entsprechende Hinweise gefunden wurden. Sie sei, so hieß es darin, vom Staatssicherheitsdienst zur „Absicherung der inoffiziellen Zusammenarbeit“ mit ihrem Ehemann erfasst worden. Die daraufhin stattfindende erneute Überprüfung führte zum Auffinden zweier bisher unbekannter Einträge in den vom CIA kopierten Rosenholz-Akten. Diese enthielten zwei Karteikarten, nach denen Lothar Bisky zunächst ab 1966 unter dem Decknamen Bienert als IMA (Inoffizieller Mitarbeiter mit besonderen Aufgaben) für die Hauptverwaltung A (HVA) tätig war und ab 1987 mit dem Decknamen Klaus Heine als GMS (Gesellschaftlicher Mitarbeiter Sicherheit) für das MfS der DDR arbeitete.
Der beim MfS zuständige HVA-Oberleutnant Körner gab nach einem Telefongespräch im Rahmen der bevorstehenden Berufung Biskys an die Akademie für Gesellschaftswissenschaften beim ZK der SED am 8. August 1980 eine Beurteilung über ihn ab. Darin heißt es: „In der langjährigen erfolgreichen Zusammenarbeit mit dem Gen. B. erwies sich dieser als ein zuverlässiger und einsatzbereiter Genosse. An die Erfüllung ihm übertragener Aufgaben geht er verantwortungsbewusst, parteilich und mit politischer Klarheit heran. Auftretende Fragen und Probleme werden von ihm offen und ehrlich diskutiert. Sein umfassendes und fundiertes politisches Wissen, sein schöpferisches Herangehen an die zu lösenden Aufgaben sowie seine Fähigkeit, Sachverhalte und Zusammenhänge zu erkennen und zu analysieren, waren entscheidende Grundlagen für den erfolgreichen Verlauf der Zusammenarbeit mit Gen. B.“ Als Medienwissenschaftler konnte Bisky zu DDR-Zeiten auch an Veranstaltungen im westlichen Ausland teilnehmen; hinterher habe er jedes Mal dem MfS Bericht erstatten müssen.
Bisky gab an, „die für seine Position üblichen“ offiziellen Kontakte zum MfS gehabt zu haben, jedoch habe er nie eine Verpflichtungserklärung unterschrieben, die bei Inoffiziellen Mitarbeitern üblich war. Bisky erklärte weiter, dass er über Reisen ins westliche Ausland „die üblichen Reiseberichte für meine zuständigen Leitungen angefertigt und an sie weitergeleitet“ habe. Er fügte hinzu: „Wer sich diese zusätzlich angeeignet hat, entzieht sich meiner Kenntnis.“ Was die Reiseberichte enthielten, ist nicht bekannt.

## Filmografie
- 1990: Motivsuche (Darsteller)

## Veröffentlichungen
- Massenmedien und ideologische Erziehung der Jugend. Deutscher Verlag der Wissenschaften, Berlin 1976.
- Geheime Verführer. Geschäft mit Shows, Stars, Reklame, Horror, Sex (= nl konkret; Nr. 43). Verlag Neues Leben, Berlin 1980.
- The show must go on: Unterhaltung am Konzernkabel: Film, Rock, Fernsehen, neue Medien. Verlag Neues Leben, Berlin 1984.
- Mit Dieter Wiedemann: Der Spielfilm, Rezeption und Wirkung: kultursoziologische Analysen. Henschelverlag Kunst & Gesellschaft, Berlin 1985.
- Wut im Bauch: Kampf um die PDS, 29. November bis 7. Dezember 1994; Erlebnisse, Dokumente, Chronologie. Dietz, Berlin 1995, ISBN 3-320-01881-7.
- So viele Träume: mein Leben. Rowohlt, Berlin 2005, ISBN 3-87134-474-5.